# Henry Clay Frick
Henry Clay Frick (West Overton, 19 de dezembro de 1849 — Nova Iorque, 2 de dezembro de 1919) foi um industrial estadunidense e patrono das artes, conhecido em certo momento histórico como o "homem mais odiado da América". A revista extinta Portfolio nomeou Frick como um dos piores CEOs estadunidenses de todos os tempos".

## Carreira
Ele fundou a empresa de fabricação de coque HC Frick & Company, foi presidente da Carnegie Steel Company e desempenhou um papel importante na formação da gigante US Steel. E tinha extensas propriedades imobiliárias em Pittsburgh e em todo o estado de Pensilvânia. Mais tarde, ele construiu a histórica mansão neoclássica Frick (agora um edifício de referência em Manhattan), e após sua morte doou sua extensa coleção de pinturas de antigos mestres e móveis finos para criar a célebre Coleção Frick e museu de arte. No entanto, como membro fundador do Clube de Pesca e Caça South Fork, ele também foi em grande parte responsável pelas alterações na Barragem de South Fork que causaram seu rompimento, levando à catastrófica inundação de Johnstown. Sua veemente oposição aos sindicatos também causou conflito violento, principalmente na greve de Homestead.

## Leitura extra
- Sanger,  Martha Frick Symington. Henry Clay Frick: An Intimate Portrait. New York: Abbeville Press, 1998. ISBN 0789205009
- Sanger, Martha Frick Symington. The Henry Clay Frick Houses: Architecture, Interiors, Landscapes in the Golden Era. New York: Monacelli Press, 2001. ISBN 1580931049
- Standiford, Les. Meet You in Hell: Andrew Carnegie, Henry Clay Frick and the Bitter Partnership that Transformed America. New York: Crown Publishers, 2005. ISBN 1400047676
- Strother, French (maio de 1907). «Frick, The Silent: Successor to Mr. Carnegie, Possible Successor to Mr. Harriman]». World's_Work The World's Work: A History of Our Time. XIV: 8849-8726. Consultado em 10 de julho de 2009